# 佐佐木藏之介
佐佐木藏之介（日语：／ Sasaki Kuranosuke，1968年2月4日—），日本男演員，京都府京都市出身。本名佐佐木秀明，家中經營清酒釀造廠（佐佐木酒造），東京農業大學農業釀造科休學，神戶大學農學部畢業。前經紀公司是K-Factory。
2015年10月12日，被任命為京都國際旅遊形象大使。

## 人物
- 在《醫龍2》的手術拍攝過程中，因為無法忍受長時間的拍攝工作而戴上了護腰。
- 演員水嶋宏曾說過「只要是好的演員應該都會想認識這個人」。

## 演出作品

### 電視劇
- 離天國最近的男人 第8集（1999年2月、TBS）：甘粕一郎
- コワイ童話の国のアリス（1999年6月-7月、TBS）：主演・有栖川司
- 女醫物語（1999年7月-9月、讀賣電視台・日本電視台）
- オードリー（2000年10月-2001年3月、NHK）：幹幸太郎
- JUDGE CAFE（2001年、BS-i）
- 星期五的戀人（2001年1月-3月、TBS）：山下真人
- 愛的故事（2001年4月-6月、TBS）：客串
- 本家之嫁（2001年10月-12月、讀賣電視台・日本電視台）：奥山登
- 半個醫生！！！（2001年10月-12月、TBS）：高野誠
- 悪意（2001年11月-12月、NHK）：野野口修
- 心靈感應（2002年7月-9月、朝日電視台）：吉川俊介
- 遠離家園 第9話（2002年12月、富士電視台）：九重保
- 美女或野獸（2003年1月-3月、富士電視台）：古袋博
- 搬運你的人生！（2003年4月-6月、TBS）：駒井勇介
- 御宿かわせみ 第2話（2003年4月、NHK）……五井兵馬
- 正義大哥大（2003年7月-9月、關西電視台）：不破俊一
- 前男友（2003年7月-9月、TBS）：藤枝徹
- 白色巨塔（2003年10月-2004年3月、富士電視台）……竹内雄太
- 單身3!! 第3集（2003年10月、朝日電視台）：上野公平
- ハコイリムスメ! 第5話（2003年11月、關西電視台）：西谷
- サントリーミステリー大賞「運命が見える手」（2003年11月、朝日電視台）：梅島永治
- スチュワーデス刑事8（2004年1月、富士電視台）：高野和雄
- ほんとにあった怖い話「迷子」（2004年2月、富士電視台）：主演・川越健介
- 離婚女律師（2004年4月-6月、富士電視台）…… 柳田俊文
- ビー・バップ・ハイスクール（2004年6月16日、TBS）：早乙女
- 最後的禮物（2004年7月-9月、日本電視台）：小田聰
- 恋のから騒ぎドラマスペシャル「三十路の女」（2004年9月、日本電視台）：雄太郎
- 離婚女律師SP（2005年1月、富士電視台）：柳田俊文
- ルームシェアの女（2005年1月-3月、NHK）：杉田修平
- M的悲劇（2005年1月-3月、TBS）……久保（松本）明
- 溫柔時光 第3、8話（2005年、富士電視台）：松田
- 月曜ミステリー劇場「警視廳・内偵監察官 櫻澤葵事件簿」（2005年3月、TBS）
- 柳生十兵衛七番勝負（2005年4月、NHK）：由比富士太郎
- 離婚律師II～ハンサムウーマン～（2005年4月-6月、富士電視台）：柳田俊文
- ボイスレコーダー～残された声の記録（2005年8月、TBS）
- 世界奇妙物語'05秋季特別編「越境」（2005年10月、富士電視台）：柴田錬
- 今夜一個人的床上（2005年10月-12月、TBS）：久住俊介
- 里見八犬傳（2006年1月、TBS）：山下定包
- 廚房的戰爭（2006年2月、富士電視台）：香坂哲也
- 大胃王神探（2006年1月-3月､日本電視台）：結城寛
- 醫龍-Team Medical Dragon-（2006年4月-6月､富士電視台）：藤吉圭介
  - 醫龍-Team Medical Dragon-2（2007年10月-12月､富士電視台）
  - 醫龍-Team Medical Dragon-3（2010年10月､富士電視台）
  - 醫龍-Team Medical Dragon-4（2014年1月-3月､富士電視台）
- 下北Sundays（2006年7月-9月、朝日電視台）：芥川翼
- 我的人生路（2006年10月-12月、關西電視台）：大竹秀治
- 遙かなる約束（2006年11月25日、富士電視台）：安岡
- 不想談可笑的戀愛（2006年12月1日～12月15日、TBS）：魚住悟
- NHK大河劇
  - 風林火山（2007年1月、NHK）：真田幸隆
  - 麒麟來了（2020年1月、NHK）：羽柴吉
  - 致光之君（2024年1月、NHK）：藤原宣孝
- 料理新人王（2007年4月-6月、日本電視台）：桑原敦
- 還以為要死了？！ 第13集「四十九日」（2007年6月、日本電視台）：加瀨真治
- 名偵探柯南 電視劇特別篇第2彈「工藤新一的復活！與黑暗組織的對決」（2007年12月17日、讀賣電視台）：琴酒
- 齊藤太太（2008年1月-3月、日本電視台）：真野透
- 鹿男與美麗的奈良（2008年1月 - 3月、富士電視台）：福原重久
- 絕對達令（2008年4月-6月、富士電視台）……並切岳
- 我的野蠻女友（2008年4月-6月、TBS）……森中進
- 怪獸家長（2008年7月-9月、關西電視台）……三浦圭吾
- ギラギラ（王牌男公關）（2008年10月17日、朝日電視台）：主演・七瀨公平
- 三角效應（2009年1月-3月、關西電視台）……秋本了
- ハンチョウ～神南署安積班～（2009年4月-6月~2013年、TBS）：主演・安積剛志
- 双头犬（2009年7月-9月、TBS）：沢村敬之
- チャレンジド（2009年10月 - 11月、NHK）：主演・塙啓一郎
  - チャレンジド〜卒業〜 （2011年5月14日・21日）
- 不毛地帶（2009年10月15日～2010年3月、富士電視台）：秋津精輝
- 秘密(2010年10月-12月、朝日電視台）：杉田平介
- 明星保鑣99天(2011年10月23日、富士電視台）：高鍋大和
- 戀愛Neet～忘記了的戀愛開始方法(2012年1月20日、TBS）：松本直哉
- 天氣姐姐(2013年4月-6月、朝日電視台）：三雲三平
- 救命病棟24時 第5季(2013年7月-9月、富士電視台）：本庄雅晴
- 零的真相～監察醫·松本真央～（2014年7月-9月､朝日電視台）：屋敷一郎
- 怪盜偵探 山貓（2016年1月－4月､日本電視台）：關本修吾
- 僕のヤバイ妻（2016年4月－6月､關西電視台）：木暮久雄
- 雛鳥（2017年4月-9月、NHK）：牧野省吾
- 天才的妻子（天才を育てた女房，2018年2月23日､讀賣電視台）：岡潔
- 黃昏流星群（2018年10月､富士電視台）：主演・瀧澤完治
- 夏洛克：未敘之章（2019年10月7日､富士電視台）：江藤禮二
- 不知道也無妨（2020年1月8日､日本電視台）：岩谷進
- 日暮里チャーリーズ（2020年8月2日 - 30日、朝日放送）：チャーリー
- ミヤコが京都にやって来た!（2021年1月 - 2月、ABC電視台・神奈川電視台）：主演・柿木空吉
- IP〜網路搜查班（2021年7月1日 - 9月16日、朝日電視台）：主演・安洛一誠
- 和田家的男人們（2021年10月22日 -  12月10日、朝日電視台）：和田秀平
- 勿說是推理 第8話・第9話（2022年2月28日・3月7日、富士電視台）：橘高勝
- 詐欺獵人 第5話 - 最終話（2022年11月18日 - 12月23日、TBS）：寶條兼人
- 風間公親－教場0－ 第3話（2023年4月24日、富士電視台）：椎垣久仁臣
- 我家的英雄（2023年10月25日 - 12月20日、MBS / TBS）：主演・鳥栖哲雄
- Great Gift（2024年1月18日 - 3月14日、朝日電視台）：白鳥稔
- Destiny（2024年4月9日 - 、朝日電視台）：辻英介

### 電影
- 虹之女神（2005年）飾演：樋口慎祐
- 電車男（2005年）飾演：白領上班族
- 名偵探柯南真人版-與黑暗組織的對決（2007年）飾演：黑衣男子琴酒
- 請神容易送神難（2007年）飾演：別所左兵衛（彥四郎的哥哥）
- 我和條子的700天戰爭（2007年） 飾演：駐警官
- 東京朋友2007年） 飾演：漁夫
- 下課後（2008年）飾演：北澤雅之
- 20世紀少年（2008年）飾演：福平（服部哲也）
- 誰都不保護（2009年）飾演：梅本孝治（大手新聞社記者）
- 大奧[[[Wikipedia:格式手册/链接#章節|錨點失效]]]（2010年）飾演：藤波
- 岳-ガク-(岳)（2011年）飾演：野田（山岳遭難救助隊隊長）
- 我們的交換日記（2013年）
- 超高速！參勤交代（2014年）飾演：内藤政醇
- 夫婦日記（日语：がんフーフー日記#映画）（2015年）飾演：コウタ（與永作博美雙掛主演）
- 聖母峰 眾神的山嶺（日语：神々の山嶺#映画）（2016年）飾演：長谷渉
- 超高速！參勤交代Returns（（2016年）：主演・内藤政醇
- 破門：兩個疫病神( 破門 ふたりのヤクビョーガミ)（2017年）主演： 桑原保彥
- 3月的獅子（2017年）飾演：島田開
- 飛上天空的輪胎（2018年）飾演：相澤寛久
- 空母伊吹（2019年）飾演：新波歳也
- 爸媽死了，我卻不想哭（2019年）飾演：高見弦
- 科搜研之女-劇場版-（2021年）飾演：加賀野亘
- 巴斯克維爾的獵犬 夏洛克劇場版（2022年）飾演：江藤禮二
- 峠 最後的武士（2022年）飾演：小山良運
- 夏洛克的孩子（2023年）飾演：黑田道春
- 女王偵訊室 THE FINAL（2023年）飾演：森下弘道
- 哥吉拉-1.0（2023年）飾演：秋津清治
- 我家的英雄（2024年）：主演・鳥栖哲雄

### 配音
- 雷霆戰狗（2009年）飾演：波特（Bolt）

## 獎項
- 2008年第1回ユリスナルダン獎[4]
- 2010年第17回讀賣演劇大獎（日语：読売演劇大賞）優秀男優賞（舞台《狭き門より入れ》）
- 2012年第47回紀伊國屋演劇獎（日语：紀伊國屋演劇賞）個人賞（舞台劇《こんばんは、父さん》）
- 2015年第38回日本電影金像獎 優秀主演男優賞（《超高速!参勤交代》）[5]

## 外部連結
- 所屬事務所的個人介紹
- 佐佐木藏之介在互联网电影资料库（IMDb）上的資料（英文）